# Chrysoma
Chrysoma là một chi thực vật có hoa trong họ Cúc (Asteraceae).

## Loài
Chi Chrysoma gồm các loài: